# ハレノヒ (MATSURIのアルバム)
『ハレノヒ』は、2022年4月20日にBeingから発売されたMATSURIの1枚目のミニ・アルバム。

## 収録曲
全曲　作詞：Native Rapper
1. Intro：Stay on.
2. ハレノヒ
作曲：Carpainter、Native Rapper、TREKKIE TRAX CREW　作曲：Carpainter、TREKKIE TRAX CREW
タイトル曲。タイトル名の『ハレノヒ』は、非日常を意味する「ハレ」から来ており、普段の日常の中でも“特別な瞬間”“ワクワクする気持ち”を感じてもらいたいという想いが込められている[2]。
3. 蛍
作曲：Carpainter、Native Rapper、Masayoshi Iimori、TREKKIE TRAX CREW　編曲：Carpainter、Masayoshi Iimori、TREKKIE TRAX CREW
4. 凪
作曲：Carpainter、Native Rapper、TREKKIE TRAX CREW　作曲:Carpainter、TREKKIE TRAX CREW
5. 金魚すくい
作曲：Carpainter、Native Rapper、Masayoshi Iimori、TREKKIE TRAX CREW　編曲：Carpainter、Masayoshi Iimori、TREKKIE TRAX CREW
テレビ東京系ドラマ「私の夫は冷凍庫に眠っている」主題歌[3]。
6. 幻月
作曲：Carpainter、Native Rapper、TREKKIE TRAX CREW　作曲：Carpainter、TREKKIE TRAX CREW
7. ハレノヒ instrumental
8. 蛍 instrumental
9. 凪 instrumental
10. 金魚すくい instrumental
11. 幻月 instrumental